# Lac Givens
Pour les articles homonymes, voir Givens.
Le lac Givens (en anglais : Givens Lake) est un lac américain dans le comté de Madera, en Californie. Il est situé à 2 687 mètres d'altitude au sein de la Yosemite Wilderness, dans le parc national de Yosemite.